# Dalton (épave)
Pour les articles homonymes, voir Dalton.
Le Dalton est une épave de cargo échoué en 1928 près de l'île de Planier. C'est l'une des épaves les plus connues de Marseille.

## Histoire
Le Dalton est lancé en 1877 à Stockton au (Royaume-Uni).

## Naufrage
Au départ du Laurion (Grèce) le 12 février 1928 et à destination de Marseille, le Dalton est chargé d'une cargaison de minerai de plomb.
Arrivé au Cap Sicié le 18 février à 20:30, le Dalton fait route vers Marseille et arrive près du phare du Planier tôt le 19 février.
Vers 2:10, le navire s'échoue sur les rochers près du phare, puis il coule.
Le tribunal déclara que le capitaine Panagiotis Dedes était responsable du naufrage. Il n'a pas corrigé sa trajectoire en approchant du phare du Planier et il apparait que sa navigation n'était pas digne d'un vrai marin. Le second Antonios Logothetis est aussi mis en cause car il n'a pas informé le capitaine que le navire était en danger.

## Plongée
- Coordonnées : 43° 11′ 59″ N, 5° 13′ 50″ E[3]
- Profondeur mini : 10 m
- Profondeur maxi : 33 m